# Xã Carbondale, Quận Jackson, Illinois
Xã Carbondale (tiếng Anh: Carbondale Township) là một xã thuộc quận Jackson, tiểu bang Illinois, Hoa Kỳ. Năm 2010, dân số của xã này là 29.544 người.